# Linari (famiglia)
La famiglia dei conti Linari era proprietaria di un castello e un casale nella Valle Acerreta, vicino a Marradi, nella Valle del Lamone (Appennino faentino, tra Brisighella e Borgo San Lorenzo), nella parrocchia della Badia di Santa Reparata, vicino al confine tra Toscana ed Emilia-Romagna.

## Storia
Il casale di Linari fa parte di una donazione del 26 marzo 1088.
La famiglia Guerrini forse discende dai conti Guerino I d'Alvernia e Guerino di Provenza.
Esiste un diploma dell'Imperatore Arrigo VI del 1191 a favore del conte Guido di Modigliana, cui confermò in feudo "Linare cum tota curte ejusdem". Un altro privilegio di Federico II lo nomina nel 1247.

## Persone

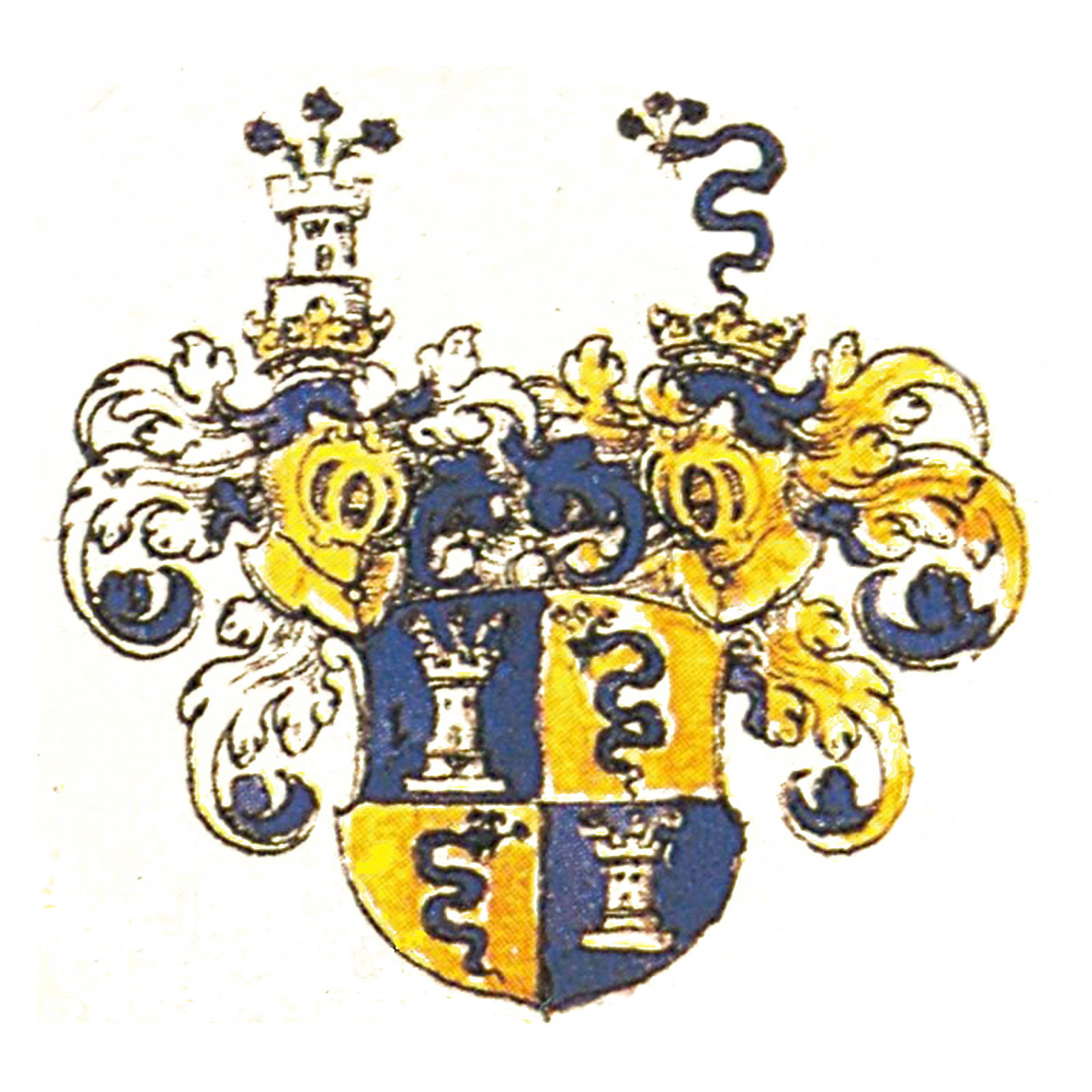
Stemma conti di Linari

I Conti di Linari furono un'antica famiglia nobile, originaria dell'omonimo villaggio nell'alta valle del Lamone.
Verso il 1360 i Fiorentini distrussero il loro castello; Giovanni di Linari riparò a Marradi, dove continuò a risiedere. Il suo abiatico Battista Guerrino morì nel 1416, i suoi figli non usarono più il titolo di conte. Si chiamarono semplicemente Guerrini per necessità di sfuggire a delle persecuzioni tra guelfi e ghibellini.
Il pronipote Rocco Guerrini nacque il 24 dicembre 1524 a Marradi, fu prima al servizio dei re francesi, poi dei Conti della Sassonia, e infine al servizio dei conti della Prussia. Soldato e architetto militare, costruì la Cittadella di Spandau (vicino di Berlino) e di Peitz.
La vedova del suo figlio Johann Kasimir, Elisabeth von Distelmaier, comprò nel 1621 il podere Lübbenau. Nel 1781 la famiglia si divise nel ramo dei Conti di Lynar-Lübbenau e il ramo dei Conti di Lynar-Drehna, questi ultimi comprarono nel 1793 il podere Drehna e la città di Vetschau. Nel 1805 comprarono il podere Brandeis in Boemia. Nel 1806 questo ramo (dei Lynar-Drehna) fu nobilitato come principi.
La famiglia dei Conti e dei Principi di Lynar esiste tuttora in Germania, Francia ed in Corsica. Producono anche una birra con il loro nome. Uno di questi, Wilhelm Graf zu Lynar, svolse un ruolo nell'attentato del 20 luglio 1944 contro Adolf Hitler e fu impiccato insieme con altri complici il 29 settembre 1944.

## Genealogia
```
o 
Guerino I d'Alvernia

 o 
Guerino di Provenza
(Guerino II d'Alvernia)
    o 
Isembardo di Barcellona

    o 
Bernardo I d'Alvernia
 (Bernard d'Auvergne)
     o 
Bernardo III di Tolosa
 (sposa 
Ermengarda
 figlia di 
Bernardo I
)
      o 
Guerino di Tolosa

      o 
Guglielmo I di Aquitania

       o Bosone
       o Ermengarda d'Aquitania (sposa 
Rotboldo I di Provenza
)
        o 
Bosone II di Provenza

         o 
Guglielmo I di Provenza

         o 
Rotboldo II di Provenza

            o 
Rotboldo III di Provenza
 (figlio 
Guglielmo III di Provenza
)
            o 
Emma di Provenza

             o 
Bertrando I di Tolosa

             o 
Ponzio II di Tolosa

              o 
Guglielmo IV di Tolosa

                o 
Filippa di Tolosa

              o 
Raimondo IV di Tolosa

                o 
Bertrando II di Tolosa

                   o 
Ponzio di Tripoli

...
                     o Guido de Mutiliana
                      o Migliore conte di Linari
...
                       o Battista Guerino
                        o Guglielmo
...
                          o 
Rocco Guerrini
 1525-1596 & Anna de Monthot 1537-1585 & Margareta von Thermo ??-1580
```